# Jindo109
Jindo109 (* Ende der 1990er Jahre in Köln) ist eine deutsche Rapperin.

## Leben
Jindo109 wurde Ende der 1990er Jahre in Köln geboren und wuchs in Kassel auf. Nach einer laut eigenem Bekunden schönen Kindheit stürzte sie in der Pubertät ab. Mit 13 Jahren begann sie zu trinken, mit 17 folgten Ecstasy und Crystal Meth. In der elften Klasse brach sie das Gymnasium ab und begann eine Ausbildung.
Schließlich lernte sie den Battle-Rapper Herr Kuchen kennen, der ihr Raptalent entdeckte und fortan als ihr Produzent und Manager auftrat. Beide begannen auch eine Beziehung. Im Oktober 2022 erschien ihr erstes Mixtape Kristall Tape, das den Rapper King Orgasmus One nachhaltig beeindruckte. Für das im Sommer 2023 folgende Süchtig Tape nahm er ein Feature auf. Im Gegenzug nahm Jindo109 für die beiden Alben House of Pain und Born 2 Fuck ebenfalls Gastparts auf.
Für Mai 2024 wurde ihr Debütalbum Nuttn angekündigt. Nach einem Bruch mit Herrn Kuchen wurde jedoch sämtliche Musik von ihr aus den Datenbanken von Spotify bis hin zu Apple Music gelöscht. Zudem veröffentlichte Herr Kuchen den Disstrack Jana, in dem er ihr nicht nur ihren überbordenden Drogenkonsum, sondern auch häusliche Gewalt und Manipulation vorwirft. Für den Track erhielt Herr Kuchen viel Zuspruch. Jindo109 verteidigte sich unter anderem auf Instagram und in einem Interview auf TV Strassensound, dass es Herr Kuchen gewesen sei, der sie an die Opiate erst herangeführt und dann strukturell abhängig gemacht habe.
Mit Favorite fand Jindo109 einen neuen Gönner, der mit seiner neuen Gruppe House of Arts versuchte, seinen eigenen Drogenabsturz aufzuarbeiten. Die beiden veröffentlichten den gemeinsamen Song Ich will fressen. Kurz vor Weihnachten 2024 veröffentlichte Jindo109 ihr Debütalbum Die Chroniken von Natz über Distri. Neben Favorite ist auf dem Album auch MC Bomber zu hören.

## Musikstil und Rap
Der Einfluss von Herr Kuchen auf den ersten Veröffentlichungen ist unüberhörbar. Zu Beginn ihrer gemeinsamen Zeit schrieb er die meisten Songs und Instrumentals. Jindo109s Rapstil ist an Herrn Kuchen, aber auch an ihr Idol, den verstorbenen Hollywood Hank angelehnt. Die Texte behandeln ihren Drogenkonsum und enthalten im Stile des Battle-Raps außerdem verbale Angriffe auf imaginäre Gegner.

## Diskografie

### Alben
- 2024: Die Chroniken von Natz (Distri)

### Mixtapes
- 2022: Kristall Tape (Creative Bakery)
- 2023: Süchtig Tape (Creative Bakery)
- 2024:  Nuttn Tape

### Gastbeiträge
- 2023: Amok 2 auf Born to Fuck von King Orgasmus One
- 2023: House of Pain auf  I Luv Money von King Orgasmus One
- 2024: Männerabend (mit Jeystone, Leon Vinyard, SaikO., Autizt, Silva (Hatecrew), InzaneMane & XZ)  und Immer wenn sie drauf sind (mit Jeystone, Jindo109, Autizt, Flashus Christus & InzaneMane) auf Red Flag Music – Red Flag Sampler